# Крпељски менингоенцефалитис
Крпељски менингоенцефалитис (КМЕ) је откривен у земљама средње Европе крајем Другог светског рата. Клиничка слика је често, мада не увек, двофазна. У првој фази болести јављају се општи симптоми који потичу од централног нервног система. У великом броју случајева инфекција протиче асимптоматски.

## Инфективни агенс
КМЕ изазива  вирус из групе арбовируса. Осетљив је на дејство фактора спољне средине и на дезинфекциона средства. У млеку заражених животиња може да преживи до две недеље на температури од 4 °C.
Инкубациони период се крећи од четири до двадесет и један дан, а најчешће износи 1-2 седмице.

## Епидемиологија

### Резервоар заразе
Резервоар заразе су дивље животиње, нарочито глодари. Инфекција се у природном жаришту одржава посредством крпеља, а може се пренети и на домаће животиље (овце, козе, говеда). Крпељ остаје доживотно заражен, а инфекцију преноси на потомство.

### Путеви ширења
КМЕ са инфицираних дивљих или домаћих животиња преносе крпељи. Инфекција може настати и употребом некуваног млека заражених домаћих животиња.
Основни пут преноса је убод зараженог крпеља, при чему је ризик од инфекције већи што је боравак крпеља на телу дужи.
У ендемским подручјима до заражавања може доћи и као последица конзумирања непастеризованог млека и млечних производа пореклом од заражених животиња (козе, овце краве).
Мада се вирус налази у крви болесника 7-10 дана, КМЕ се не преноси са човека на човека.

### Осетљивост и отпорност
Осетљивост и отпорност према КМЕ је општа. После оздрављења или неманифестне инфекције ствара се солидан и дуготрајан имунитет.

### Остале епидемиолошке карактеристике
Због веће изложености у току рада у пољу или шуми од КМЕ чешће оболевају мушкарци у продуктивном животном добу. Сезонско јављање обољења повезано је са порастом активности крпеља. Жаришта КМЕ су откривена у Словенији, Хрватској, Аустрији, Мађарској, Словачкој, Чешкој и Пољској. У Србији жаришта су откривена само на Косову и Метохији.

## Клиничка слика
Већина заражених  нема симптоме обољења,  или се код највећег броја оболелих региструје  блага клиничка слика. Класична клиничка слика подразумева бифазни ток болести.
Прва фаза болести - јавља се 7 до 14 дана након убода зараженог крпеља у виду краткотрајног фебрилног обољења налик грипу, што траје око недељу дана. Следи период побољшања клиничке слике, односно период латенције у трајању од 4 до 10 дана.
Друга фаза болести (менингоенцефалитична фаза) - развија се код мањег броја оболелих. Уз опште симптоме инфекције (повишена температура, главобоља, болови у мишићима) јављају се знаци захваћености централног нервног система, односно запаљења можданица – кочење врата, повраћање, интензивне главобоље. Ређе долази до запаљења мозга са специфичним знацима: вртоглавица, поспаност, тремор, парализа мишића. У случају појаве ових симптома неопходна је хоспитализација.

## Дијагноза
Детекција специфичних ИгМ и ИгГ антитела у серуму пацијената у комбинацији са типичним клиничким знацима је главни метод за дијагнозу КМЕ.
У сложенијим ситуацијама, нпр. након вакцинације, тестирање на присуство антитела у цереброспиналној течности може бити неопходно.
Препорука је да ни увек требало урадити лумбалну пункцију када се дијагностикује КМЕ и да се дијагностичким критеријумима дода утврђивање плеоцитозе у ликвору.
Метода ПЦР (ланчана реакција полимеразе) се ретко користи, јер РНК вирус  КМЕ најчешће није присутна у серуму пацијената или ликвору у време неуролошких симптома.

## Терапија
Не постоје опције за каузалну (узрочну) терапију КМЕ, а специфични антивирусни лекови не постоје. Када болест избије, могућа је само симптоматска терапија која се фокусира на ублажавање појединачних симптома. Терапијски спектар укључује одмор у кревету и лекове против болова ( аналгетици ). Не препоручује се употреба лекова за снижавање температуре ( антипиретика ) и глукокортикоида. У тешким случајевима неопходан је третман интензивне неге са парентералном исхраном и надокнадом течности, евентуално и интубацијом и контролисаном вентилацијом .
У оквиру рехабилитације након акутне фазе болести користе се методе као што су физиотерапија , логопедска и неурофизиолошка обука.

## Прогноза
Прогноза за тешке случајеве је неповољна, али је боља за децу и адолесценте него за одрасле.  Скоро 60% људи старијих од 15 година доживљава дуготрајне, понекад трајне функционалне поремећаје након тешког тока болести.
Неурастенични синдром са емоционалном нестабилношћу и нетолеранцијом на стрес може се јавити месецима након прележане болести.
Према једној студији:
- 20% пацијената се потпуно опоравило,
- 50% задржало неуролошке дисфункције (дуготрајне неуролошке компликације као што су хроничне главобоље, губитак слуха, неуропсихијатријске тегобе и потешкоће у концентрацији).
- 30% је умрло од последица КМЕ у периоду до десет година .

Након што је инфекција превазиђена, постоји дуготрајан имунитет, укључујући и друге типове  вируса. Институт Роберт Кох препоручује да се имунолошка заштита освежи након три до пет година једном дозом КМЕ вакцине.
Ако инфекција дође до можданог стабла , живот је у опасности јер се може формирати дифузни церебрални едем .  У зависности од подтипа, стопа морталитета је 0,5–3% (европски и сибирски подтип) до 40% (далекоисточни подтип).
Код двоструких инфекција са Борелијом бургдорфери , узрочником лајмске болести , ток болести је често тежак.

## Мере заштите и сузбијања
Мере личне заштите
Мере личне заштите заснивају се на спречавању могућег убода крпеља и спроводе се:
- Избегавањем боравка на стаништима крпеља (ливада и паркови са високом травом и бујним зеленило, ливаде на којима се врши испаша стоке, шуме)
- Применом репелената (средства против убода инсеката) за време боравку у природи, који могу да штите више сати
- Ношењем светле одеће која штити руке и ноге
- Детаљни преглед коже тела након боравка у природи
- Истресањем одеће (јер се крпељ може донети и на одећи) и прегледом кућних љубимца.

Особе које су професионално и потенцијално изложене ризику заражавања вирусом Кримске-Конго хеморагијске грознице (сточари, земљорадници, радници у кланици), за време бриге око животињама треба да носе одговарајућу заштитну одећу и рукавице.
Здравствени радници такође треба да носе заштитна одела, рукавице, наочаре и маске. Посебан опрез неопходан је при контакту са крвљу болесника (вађење крви, давање инфузија, трансфузија, обдукција).
Поступак након уједа крпеља
Уколико је дошло до уједа крпеља, пацијент треба да се придржава следећих мера:
- На место убода крпеља не стављати никаква хемијска средства (етар, алкохол, бензин)
- Не покушавати самостално вађење крпеља јер се притиском и гњечењем места убода крпељ може здробити, а његова рилица отићи још дубље у кожу, што погодује бржем ширењу инфекције
- Јавити се лекару у току прва 24 сата, јер у свакој здравственој установи, постоји обучено особље које ће крпеља извадити у целости, и извршити дезинфекцију места убода.

Постекспозициона заштита
Постекспозициона заштита, односно заштита након излагања потенцијално зараженом крви или излучевинама, спроводи се давањем имуноглобулина (готових антитела против Кримске-Конго хеморагијске грознице).
Веома је важно да лекар од пацијента узме основне епидемиолошке податке о убоду крпеља (на пример о месту где је особа боравила у природи јер постоји могућност да се ради о ендемском подручју) и то пријави надлежној превентивномедицинској установи.
Вакцинација
За превенцију крпељског менингоенцефалитиса постоји могућност примене специфичне заштите у виду вакцине против крпељског менингоенцефалитиса. Овакав вид заштите препоручује се професионално изложеним лицима и лицима која бораве у подручјима која су ендемска за крепљски менингоенцефалитис. 
| „ | Висок обухват вакцинацијом у Аустрији довео је до знатног смањења броја оболелих у хуманој популацији. | ” |

Епидемиолошким испитивањем откривају са места заражевања и друге инфициране особе. Болесници се хоспитализују према клиничким индикацијама. Посебна изолација није потребна. Дезинфекција се не спроводи. Обољење и смрт од КМЕ подлежу обавезном пријављивању.